# Johnny Đặng
Johnny Đặng (còn được gọi là Johnny Tuấn Đặng, sinh ngày 21 tháng 11 năm 1974) là một doanh nhân và thợ kim hoàn người Mỹ gốc Việt, nổi tiếng nhờ các mẫu grillz do mình chế tác. Ông là chủ chuỗi cửa hàng trang sức Johnny Dang & Co.

## Tiểu sử
Johnny Dang sinh ra tại thành phố Buôn Ma Thuột, tỉnh Đắk Lắk, miền Trung Việt Nam vào năm 1974. Thời niên thiếu, ông theo học nghề kim hoàn theo lời khuyên của cha, người đã sang Mỹ từ năm 1987. 9 năm sau đó, cả gia đình Johnny rời Việt Nam đến thành phố Houston thuộc bang Texas theo diện bảo lãnh.
Ông làm việc ở một chợ trời tại địa phương cho đến khi gặp rapper Paul Wall, người cảm thấy ấn tượng với kỹ nghệ chế tác grillz của ông. Năm 2002, hai người hợp tác kinh doanh.

## Trong văn hóa đại chúng
Johnny Đặng được nhắc đến trong các sản phẩm âm nhạc của Migos, Gucci Mane, Lil Pump, Lucky Luciano, DaBaby, YNW Melly, King Von, Keith Ape, Nav, 2 Chainz, Chief Keef, Juice WRLD và nhiều người khác. Ông từng xuất hiện trong một số video âm nhạc như "Gucci Bandanna" của Soulja Boy, Gucci Mane, và Shawty Low, "Grillz" của Nelly, "Wild Boy" của Machine Gun Kelly, "No Angel" của Beyoncé, "We Takin' Over" của DJ Khaled, "And I Still" của Rod Wave, "Ice Tray" của Quavo và Lil Yachty, "Ice Cream Paint Job" của Dorrough,  "FE!N" của Travis Scott. Ngoài ra, ông cũng tham gia hát một số bài, chẳng hạn như "Stay Iced Up" trong album Heart of a Champion của Paul Wall.

## Tranh cãi
Ngày 7 tháng 11 năm 2021, các video có sự xuất hiện của Johnny Đặng đồng loạt biến mất khỏi kênh YouTube của Khoa Pug; ngược lại, các video trên kênh của Johnny Đặng cũng không có sự xuất hiện của nam YouTuber; làm dấy lên tin đồn hai người "cạch mặt" nhau do những lùm xùm liên quan đến việc đầu tư vào đồng tiền ảo Diamond Boyz Coin (DBZ). Cả hai đều không lên tiếng xác nhận cho đến giữa tháng 11, Johnny Đặng mới livestream giải thích về mối quan hệ với Khoa Pug, đồng thời ông cũng tâm sự rằng bản thân không hài lòng với cách cư xử của nam YouTuber quê Nha Trang. Trong một bài phỏng vấn đăng ngày 28 tháng 11, Johnny Đặng tiếp tục nhắc đến Khoa Pug, cho rằng anh đã không giữ lời hứa. Tối ngày 30 tháng 11, Khoa Pug bất ngờ đăng tải dòng trạng thái trên trang cá nhân, tố bị "người bạn mới quen" lừa hơn 30 tỷ đồng để tổ chức tiệc sinh nhật, mặc dù không trực tiếp nhắc tên, nhiều người cho rằng nhân vật trong bài viết trên là Johnny Đặng. Sáng ngày 1 tháng 12, "ông hoàng kim cương" đã đăng tải một đoạn video kể lại rõ tường tận những xích mích với Khoa Pug. Tối ngày 2 tháng 12, sau khi Khoa Pug đăng tải đoạn video dài gần 1 tiếng nói về việc mình bị "ông hoàng kim cương" đe dọa tính mạng nếu như nói ra toàn bộ sự thật, Johnny Đặng đã đăng tải video phản bác thông tin mà nam YouTuber nói về ông và đồng DBZ trước đó.